# Isotopenscan
Een isotopenscan is een beeldvormend medisch onderzoek gemaakt met behulp van radioactieve isotopen. Het is een belangrijk onderdeel van de nucleaire geneeskunde.
Er bestaan ten minste drie vormen: 
- gewone scan, waarbij op een vlakke plaat een afbeelding van de patiënt wordt verkregen, bijvoorbeeld de skeletscintigrafie
- SPECT-scan
- positronemissietomografie

In alle drie de gevallen krijgt de patiënt een bepaalde radioactieve isotoop toegediend, die zich selectief in een aan te tonen afwijking ophoopt. De plaatsen waar deze isotoop zich heeft verzameld worden vervolgens met instrumenten gedetecteerd. De dosis radioactiviteit wordt uiteraard zo laag mogelijk gekozen. Het is dus te vergelijken met een behandeling met contraststof. Met deze technieken zijn soms afwijkingen aantoonbaar die op andere manieren niet zijn op te sporen.